# Head Hunters
Head Hunters — дванадцятий студійний альбом американського джазорвого піаніста Гербі Генкока, випущений 26 жовтня 1973 року лейблом Columbia Records. Альбом мав успіх серед фанківської та рок- аудиторії та сприяв популяризації джаз-фанк- ф'южн. Він досяг 13-го місця в Billboard 200 і став першим джазовим альбомом, який продано накладом понад мільйон примірників.
Head Hunters послідували за серією експериментальних альбомів Генкока: Mwandishi, Crossings і Sextant, виданими між 1971 і 1973 роками, часом, коли Хенкок шукав новиї напрямів.
Для нового альбому Хенкок зібрав нову групу, «Headhunters», залишивши з попередньої команди лише Бенні Мопена. Генкок сам обробляв усі партії синтезатора (раніше ділився цими обов'язками з Патріком Глісоном), і вирішив взагалі не використовувати гітару, віддаючи перевагу клавінету — одному з визначальних інструментів у цьому альбомі. У новій групі була ритм-секція, орієнтована на ритм і блюз, у складі Пола Джексона (бас) і Харві Мейсона (барабани), а орієнтація на фанкорву стилістику робила альбом привабливішим для ширшої аудиторії.
З чотирьох композицій альбому три були новими, натомість "Watermelon Man " взята з його першого альбому Takin 'Off (1962), і перероблена, зокрема шляхом додавання африканської перкусії.
Head Hunters став першим джазовим альбомом, який продали понад мільйон примірників. У 2005 році альбом посів 498 місце у книжковій версії списку 500 найбільших альбомів усіх часів журналу Rolling Stone . Незважаючи на те, що він не був включений в оригінальну онлайн-версію списку 2003 року Rolling Stone, а також у редакцію 2012 року, він зайняв номер 254 під час перезавантаження списку 2020 року. Head Hunters став ключовим випуском у кар'єрі Хенкока і став натхненням не лише для джазових музикантів, а й для фанку, соул-музики, джазового фанку та хіп-хопу. Бібліотека Конгресу додала його до Національного реєстру звукозаписів, який збирає «культурно, історично чи естетично важливі» звукозаписи 20 століття.

## Трек-лист
| Сторона 1 | Сторона 1        | Сторона 1                       | Сторона 1  |
| #         | Назва            | Автор                           | Тривалість |
| --------- | ---------------- | ------------------------------- | ---------- |
| 1.        | «Chameleon»      | Hancock, Jackson, Mason, Maupin | 15:41      |
| 2.        | «Watermelon Man» | Hancock; arranged by Mason      | 6:29       |

| Сторона 2 | Сторона 2     | Сторона 2 | Сторона 2  |
| #         | Назва         | Автор     | Тривалість |
| --------- | ------------- | --------- | ---------- |
| 3.        | «Sly»         | Hancock   | 10:15      |
| 4.        | «Vein Melter» | Hancock   | 9:09       |

## Виконавці
- Гербі Генкок — родес-піано, клавінет, синтезатор ARP Odyssey, ARP Soloist
- Бенні Мопін — тенор-саксофон, саксофон-сопрано, сакселло, басовий кларнет, альт-флейта
- Пол Джексон — бас-гітара, марімбула
- Харві Мейсон — барабани
- Білл Саммерс — перкусія